# Icor (Arico)
Icor es una de las entidades de población que conforman el municipio de Arico, en la provincia de Santa Cruz de Tenerife —Canarias, España—.
El caserío se encuentra protegido como Bien de Interés Cultural con categoría de Conjunto Histórico desde 2005.

## Toponimia
El término Icor es de procedencia aborigen, apareciendo en la documentación histórica también con la variante Icore.
En cuanto a su posible significado, el filólogo e historiador Ignacio Reyes lo traduce como 'higueral' desde paralelos bereberes.

## Geografía
Se encuentra situado en la zona alta del municipio, a unos doce kilómetros de la capital municipal. Alcanza una altitud media de 1 075 m s. n. m., aunque el núcleo urbano se halla a unos 337 m s. n. m.
Abarca una superficie de 52,055 km², poseyendo parte del parque natural de la Corona Forestal y del monte de utilidad pública Contador y Cumbre.
A partir de 2007 la población se repartió en los núcleos de Icor, Las Aguelillas, Las Casitas y Las Eras Altas.
La localidad cuenta con una ermita dedicada a San Pancracio y varios espacios culturales y de educación medioambiental.
Destaca en su paisaje el conocido como volcán de Siete Fuentes, que protagonizó una de las erupciones históricas de Tenerife.

## Historia
El caserío de Icor aparece citado en documentos históricos desde principios del siglo xvi, siendo una agrupación de familias que se dedicaban al cultivo de trigo, viñas y árboles frutales, y a la ganadería de cabras y ovejas.
El 31 de diciembre de 1704 entró en erupción el volcán de Siete Fuentes, localizado en la cumbre de la localidad, permaneciendo activo hasta el 5 de enero de 1705 sin provocar daños pues la lava se encauzó por un barranco no corriendo más de dos kilómetros.
Hacia 1735 el caserío contaba con trece vecinos ―unos 65 habitantes―.
A mediados del siglo xix aparece descrito de la siguiente manera:

ICOR. Caserío situado en término jurisdiccional de Arico, partido judicial de la Orotava, isla de Tenerife. Dista de la cabeza del distrito municipal 10 kilómetros 120 metros, y lo componen 1 edificio de un piso y 5 de dos; habitados 5 constantemente por 5 vecinos 20 almas y 1 inhábitado.

La ermita de san Pancracio fue construida a mediados de 1985.

## Demografía
| Año        | 2000 | 2005 | 2010 | 2015 | 2020 |
| ---------- | ---- | ---- | ---- | ---- | ---- |
| Habitantes | 472  | 526  | 566  | 505  | 506  |

## Comunicaciones
Se accede al barrio principalmente a través de la carretera general del Sur TF-28.

### Transporte público
En autobús —guagua— queda conectado mediante las siguientes líneas de TITSA:
| Línea | Trayecto                                              | Recorrido     |
| ----- | ----------------------------------------------------- | ------------- |
| 034   | El Tablado - Granadilla de Abona (por Fasnia y Arico) | Horario/Línea |
| 035   | Güímar - Granadilla de Abona (por Fasnia y Arico)     | Horario/Línea |
| 036   | Güímar - Granadilla de Abona (por TF-1 y Los Roques)  | Horario/Línea |
| 039   | Güímar - Granadilla de Abona (por TF-1 y El Tablado)  | Horario/Línea |

## Lugares de interés
- Caserío de Icor
- Aula de la Naturaleza Finca El Helecho